# Ardisia garcinifolia
Ardisia garcinifolia är en viveväxtart som beskrevs av Pitard. Ardisia garcinifolia ingår i släktet Ardisia och familjen viveväxter. Inga underarter finns listade i Catalogue of Life.